# Anolis phyllorhinus
Anolis phyllorhinus, o anole de nariz de folha ou anole de morcego, é uma espécie de lagarto da família Dactyloidae. A espécie é encontrada no Brasil.